# Android Auto
Android Auto ist ein von Google LLC entwickeltes System, um Funktionen eines Android-Smartphones mit dem Infotainmentsystem in Kraftfahrzeugen zu nutzen. Android Auto konkurriert mit ähnlichen Systemen wie MirrorLink, Huawei HiCar für Android-Smartphones sowie mit Apples CarPlay.
Um für weniger Android-Versionen entwickeln zu müssen, wird die App Google Assistant künftig die Android-Version für Autos ersetzen.

## Anwendung
Android Auto ermöglicht es, das Smartphone über die Fahrzeuganlage zu bedienen und erlaubt beispielsweise das Navigieren, das Senden und Empfangen von Nachrichten und das Abspielen von Musik im Auto.

## Aktuelle Verfügbarkeit

Weltweite Verfügbarkeit von Android Auto (Stand: April 2021)

Android Auto ist in 46 Ländern (Stand November 2021) verfügbar:
Argentinien,
Australien,
Belgien,
Bolivien,
Brasilien,
Chile,
Costa Rica,
Dänemark,
Deutschland,
Dominikanische Republik,
Ecuador,
Frankreich,
Guatemala,
Indien,
Indonesien,
Irland,
Italien,
Japan,
Kanada,
Kolumbien,
Mexiko,
Neuseeland,
Niederlande,
Norwegen,
Österreich,
Panama,
Paraguay,
Peru,
Philippinen,
Polen,
Portugal,
Puerto Rico,
Russland,
Schweden,
Schweiz,
Singapur,
Spanien,
Südafrika,
Südkorea,
Taiwan,
Thailand,
Türkei,
Uruguay,
Venezuela,
Vereinigte Staaten
und
Vereinigtes Königreich.

## Technischer Hintergrund
Bei Android Auto wird für die Mensch-Maschine-Schnittstelle das Fahrzeug und für die gewünschte Programmlogik das Smartphone genutzt. Ein Auto bleibt meist länger im Besitz des Kunden als ein Mobiltelefon. Smartphones können leichter aktualisiert werden. 35 Kraftfahrzeughersteller wollen Android Auto verwenden.

## Markteinführung

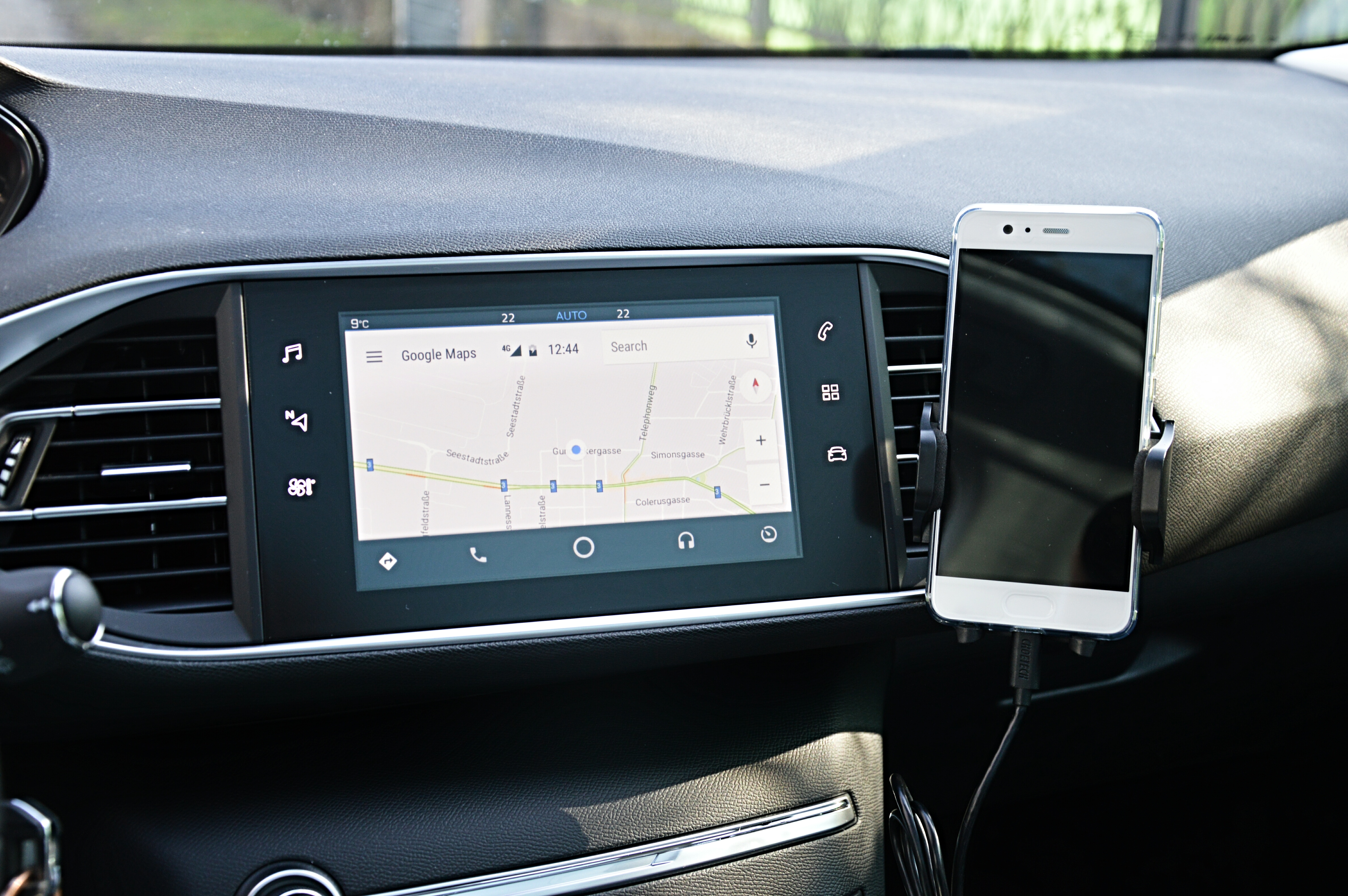
Android Auto in Benutzung

Vorgestellt wurde Android Auto auf der Google I/O 2014. Als erster PKW-Hersteller baute Hyundai Android Auto in das Serienfahrzeug Sonata ein. Im Jahre 2018 war Android Auto in über 500 PKW-Modellen verfügbar. Zusätzlich gibt es Nachrüstlösungen für Fahrzeuge ohne entsprechendes Infotainmentsystem.

## Eigenschaften der zusätzlich installierbaren Apps
Fremdanbieter können eigene Apps für Android Auto programmieren. Die Möglichkeit, eine App, die durch Drittanbieter hergestellt wurde, im System aufzunehmen, bedarf der Freigabe durch Google Inc. – um Ablenkungen durch das System im Straßenverkehr zu minimieren. Nicht jede App darf während des Fahrens aktiviert sein.

## Kabelloser Einsatz
Ab Version Android 8.0 Oreo und Android Auto 3.1. ist ein kabelloser Betrieb via WLAN möglich.